# Monument aux morts de La Tour-du-Pin
Le monument aux morts de La Tour-du-Pin est le monument aux morts de la commune de La Tour-du-Pin dans le département de l'Isère en région Rhône-Alpes. Il est situé sur l'esplanade du Champ de Mars.
Ce monument fait l’objet d’une inscription au titre des monuments historiques par arrêté du 13 mars 2019.

## Situation et description

### Accès
Ce monument aux morts communal est positionné sur l'esplanade du Champ de Mars, au centre de la commune de La Tour-du-Pin, à proximité immédiate du bâtiment abritant le siège de la communauté de communes Les Vals du Dauphiné, non loin des bâtiments abritant l'hôtel de ville de la commune et la sous-préfecture de l'Isère. 
Le site est accessible librement à toute personne depuis n'importe quel lieu de la ville.

### Description

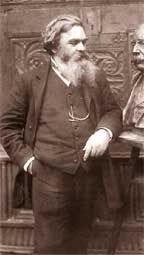
Le sculpteur Alfred Boucher

Œuvre du sculpteur d'Alfred Boucher, le monument est surmonté d'une figure de poilu drapé dans sa capote et reconnaissable à son casque. 
Sur la partie du monument faisant place à l'esplanade, le visiteur peut découvrir sur la partie inférieure du piédestal « La Mère douloureuse » ou « Le Dernier baiser », qui laïcise l'iconographie des Vierge de Pitié, le Poilu remplaçant le Christ. Au revers est figurée, casquée et tenant un glaive, « La Mère pacifique et vigilante  » ou « La Paix armée  ».
Cette inscription est visible sur la base du monument, sous la statue de la Mère douloureuse.
1914-1918

À LA GLOIRE DES COMBATTANTS

ET DES ENFANTS DE LA TOUR DU PIN

MORTS POUR LA FRANCE

1939-1945

## Histoire
Le monument aux morts a été édifié en 1921 et inauguré le 11 novembre 2022.